# Yo, Juan Carlos I, rey de España
Yo, Juan Carlos I, rey de España es un documental estrenado en 2015 dirigido por el cineasta hispano-francés Miguel Courtois. Aborda la vida de Juan Carlos I como rey de España. La película, de 150 minutos de duración, es una coproducción de France 3 y la Corporación de Radio y Televisión Española (RTVE) filmada entre 2013 y 2014. El documental incluye material filmográfico del archivo de RTVE que sirve de apoyo para una entrevista de más de cinco horas realizada a Juan Carlos I.

## Polémica por su no emisión en Televisión Española
Yo, Juan Carlos I, rey de España fue estrenada en Francia a finales de agosto de 2015. Además se planificó su emisión en el canal France 3 en horario de máxima audiencia. A pesar de la participación de RTVE en su producción, la dirección del ente público español bloqueó su emisión en España. Para no emitir la película se argumentó entre otras cosas que la película estaba descontextualizada y que no incluía ningún testimonio de políticos del Partido Popular mientras que sí lo hacía de líderes del Partido Socialista Obrero Español. El consejo de administración de RTVE pidió explicaciones sobre dicho bloqueo y el responsable de prensa de la Casa Real en el momento de realizarse la entrevista se mostró "abochornado" por la negativa de RTVE.